# Ducado de Feria
El ducado de Feria es un título nobiliario español, que lleva aparejada la Grandeza de España, creado por Felipe II el 29 de septiembre de 1567 a favor de Gómez Suárez de Figueroa, v conde de Feria, hijo del III conde de Feria y de la II marquesa de Priego.
Su nombre hace referencia al municipio extremeño de Feria, en la provincia de Badajoz.

## Escudo de Armas
El escudo de armas del ducado de Feria se describe, según la terminología precisa de la heráldica, por el siguiente blasón:

En campo de oro cinco hojas de higuera de sinople puestas en aspa. Al timbre, corona de duque.

Lleva por armas las armas parlantes de la casa de Figueroa.

## Condes de Feria
- Lorenzo Suárez de Figueroa, I conde de Feria.[4]

Casó con María Manuel.  Le sucedió su hijo:
- Gómez Suárez de Figueroa, II Conde de Feria.[4]

Casó en primeras nupcias con Constanza Osorio y en segundas con María de Toledo.  Le sucedió su hijo del segundo matrimonio:
- Lorenzo Suárez de Figueroa y Toledo, III conde de Feria.[4]

Casó con Catalina Fernández de Córdoba, II marquesa de Priego. Le sucedió su hijo:
- Pedro Fernández de Córdoba y Figueroa, IV conde de Feria.[4]

Casó con Ana de la Cruz Ponce de León. Le sucedió su hermano:
- Gomes III Suárez de Figueroa y Córdoba, V conde y I duque de Feria.[4]

## Duques de Feria

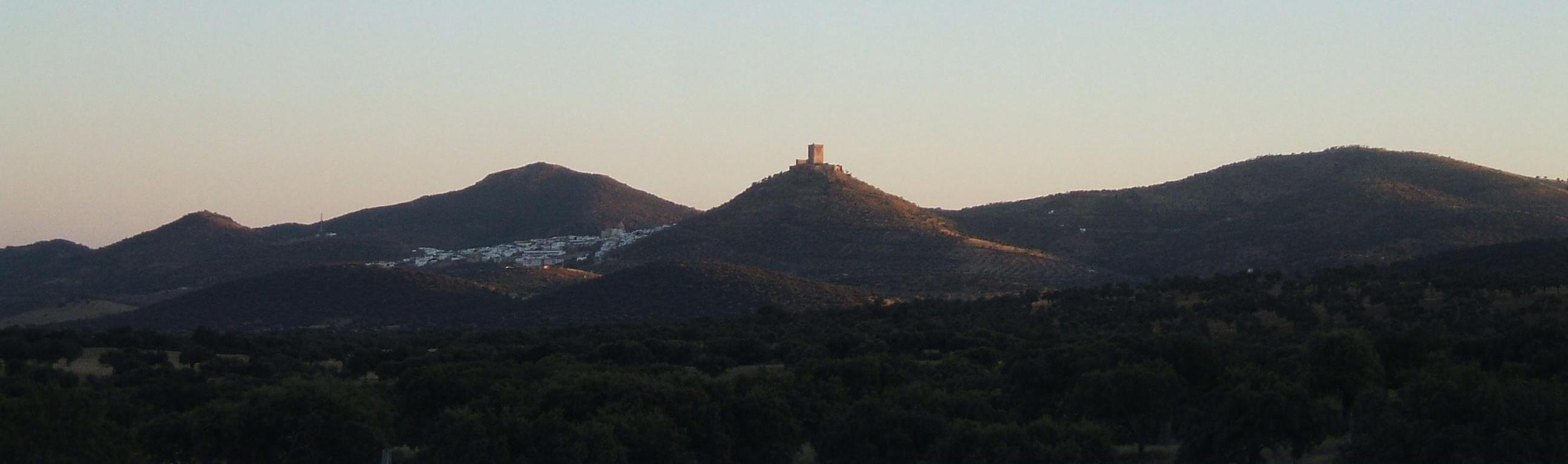
Panorámica de Feria

|                        | Titular                                                         | Periodo                |
| Creación por Felipe II | Creación por Felipe II                                          | Creación por Felipe II |
| ---------------------- | --------------------------------------------------------------- | ---------------------- |
| I                      | Gómez Suárez de Figueroa y Córdoba                              | 1567-1571              |
| II                     | Lorenzo Suárez de Figueroa y Córdoba                            | 1571-1607              |
| III                    | Gómez Suárez de Figueroa y Córdoba                              | 1607-1634              |
| IV                     | Lorenzo Gaspar Suárez de Figueroa y Córdoba                     | 1634                   |
| V                      | Alonso Fernández de Córdoba y Enríquez de Ribera                | 1637-1645              |
| VI                     | Luis Ignacio Fernández de Córdoba y Figueroa                    | 1645-1665              |
| VII                    | Luis Mauricio Fernández de Córdoba y Figueroa                   | 1665-1690              |
| VIII                   | Manuel Fernández de Córdoba-Figueroa y de la Cerda              | 1690-1700              |
| IX                     | Nicolás Fernández de Córdoba y de la Cerda                      | 1700-1739              |
| X                      | Luis Antonio Fernández de Córdoba y Spínola                     | 1739-1768              |
| XI                     | Pedro de Alcántara Fernández de Córdoba y Moncada               | 1768-1789              |
| XII                    | Luis María Fernández de Córdoba y Gonzaga                       | 1789-1806              |
| XIII                   | Luis Joaquín Fernández de Córdoba y Benavides                   | 1806-1840              |
| XIV                    | Luis Tomás Fernández de Córdoba y Ponce de León                 | 1840-1847 y 1854-1873  |
| XV                     | Antonio Fernández de Córdoba y Ponce de León                    | 1847-1853              |
| XVI                    | Luis María Fernández de Córdoba y Pérez de Barradas             | 1873-1879              |
| XVII                   | Luis Jesús Fernández de Córdoba y Salabert                      | 1880-1956]             |
| XVIII                  | Victoria Eugenia Fernández de Córdoba y Fernández de Henestrosa | 1956-1969              |
| XIX                    | Rafael de Medina y Fernández de Córdoba                         | 1969-2001              |
| XX                     | Rafael de Medina y Abascal                                      | desde 2002             |

## Historia de los duques de Feria

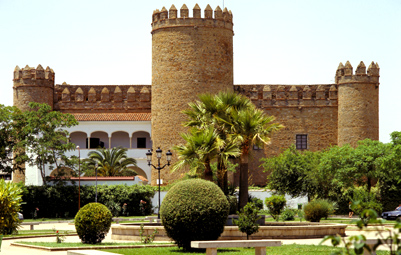
Palacio de la Casa de Feria en Zafra.

- Gómez Suárez de Figueroa y Fernández de Córdoba (m. El Escorial,  7 de septiembre de 1571)[5] I duque de Feria.[6]

Casó el 29 de diciembre de 1558 en la capilla del Savoy con Jane Dormer, dama de la reina María I de Inglaterra.  Le sucedió su hijo:
- Lorenzo Suárez de Figueroa y Dorner (Malinas, 28 de septiembre de 1559[8]-27 de enero de 1607), II duque de Feria[4] y I marqués de Villalba.

Casó en primeras nupcias en 1577 con Isabel de Cárdenas (m. después del 1 de febrero de 1578), hija de los marqueses de Elche. Sin descendientes. Contrajo un segundo matrimonio con Beatriz Álvarez de Toledo, hija del duque de Alba. Casó en terceras nupcias con Isabel de Mendoza (m. 18 de septiembre de 1593), hija del duque del Infantado. Le sucedió, de su tercer matrimonio, su hijo:
- Gómez IV Suárez de Figueroa y Córdoba (30 de diciembre de 1587-12 de enero de 1634), III duque de Feria,[4] II marqués de Villalba,[9] VIII señor de Zafra, caballero de la Orden de Santiago, embajador de Felipe II en Roma y en Francia, virrey de Valencia, gobernador y capitán general de Milán.[9]

Casó el 20 de agosto de 1607 con Francisca Fernández de Córdoba (m. 25 de enero de 1623). Casó en segundas nupcias el 18 de mayo de 1625 con su sobrina, Ana Fernández de Córdoba y Enríquez de Ribera (m. 29 de septiembre de 1679),, hija del V conde de Feria. Le sucedió su hijo de su segunda esposa:
- Lorenzo Gaspar Suárez de Figueroa y Córdoba (1629-23 de noviembre de 1634), IV duque de Feria,[4] III marqués de Villalba y IX señor de Zafra. Falleció a los pocos meses de fallecer su padre, cuando él solo tenía cinco años de edad. Le sucedió su primo, hijo de Pedro Fernández de Córdoba-Figueroa y Córdoba, IV marqués de Priego,[10] I marqués de Montalbán,[10] señor de la Casa de Córdoba, X señor de Aguilar, de Montilla, Cañete, etc.,[10] y de su esposa Juana Enríquez de Ribera y Cortés:[10]

- Alonso Fernández de Córdoba y Enríquez de Ribera (Montilla, 9 de octubre de 1588-Montilla, 24 de julio de 1645), V duque de Feria,[4] V marqués de Priego,[10] II marqués de Montalbán,[10] III marqués de Villafranca,[10] III marqués de Celada,[10] señor de la Casa de Córdoba, de Aguilar, de Montilla, de Cañete, etc. y caballero de la Orden del Toisón de Oro.[10]

Casó con su prima hermana, Juana Enríquez de Ribera y Girón, hija del IV marqués de Tarifa. Le sucedió su hijo:
- Luis Ignacio Fernández de Córdoba-Figueroa y Enríquez de Ribera (Montilla, 6 de septiembre de 1623-Montilla, 26 de agosto de 1665), VI duque de Feria,[11] IV marqués de Villalba,[12] VI marqués de Priego,[12] IV marqués de Montalbán,[12] IV marqués de Villafranca,[12] IV marqués de Celada,[12] señor de la Casa de Córdoba, XI señor de Zafra, de Aguilar, de Montilla, de Monturque, de Cañete, etc.[12]

Casó el 3 de diciembre de 1641 con Mariana Fernández de Córdoba Cardona y Aragón, hermana de Francisco Fernández de Córdoba Folc de Cardona y Aragón, VIII duque de Sessa. Le sucedió su hijo:
- Luis Francisco Mauricio Fernández de Córdoba-Figueroa y Aguilar  (Montilla, 22 de septiembre de 1650-Madrid, 27 de agosto de 1690), VII duque de Feria,[13] V marqués de Villalba,[12] VII marqués de Priego,[12] V marqués de Montalbán,[12] V marqués de Villafranca, V marqués de Celada[12](este título fue enajenado, con licencia real, a favor de Diego Benítez de Lugo y Vergara), señor de la Vasa de Córdoba, señor de Aguilar, Santa Cruz, Monturque, Cañete, de Zafra, etc.[12]

Casó el 29 de octubre de 1675 con Feliche de la Cerda y Aragón, hija del VIII duque de Medinaceli. Le sucedió su hijo:
- Manuel Fernández de Córdoba-Figueroa y de la Cerda (1679-11 de junio de 1700), VIII duque de Feria,[13] VI marqués de Villalba, VIII marqués de Priego, VI marqués de Montalbán, VI marqués de Villafranca. Sin descendientes. Le sucedió su hermano:

- Nicolás Fernández de Córdoba y de la Cerda (Madrid, 24 de junio de 1682-Madrid, 19 de marzo de 1739), IX duque de Feria,[13] X duque de Medinaceli,[14] XI duque de Cardona, X duque de Segorbe, XI marqués de Denia, IX marqués de Comares, VIII duque de Alcalá de los Gazules, IX conde de Santa Gadea, XI marqués de Tarifa, VI marqués de Alcalá de la Alameda, XI conde de los Molares, XI marqués de Pallars, XIV conde de Ampurias, XVII conde de Prades, XV vizconde de Villamur, XV barón de Entenza, XVI conde de Buendía, IX marqués de Priego, VII marqués de Montalbán, VII marqués de Villalba, VII marqués de Villafranca, señor de numerosos lugares,[15] caballero de la Orden del Toisón de Oro, mayordomo y caballerizo mayor de la reina.[14]

Casó en Madrid en 30 de septiembre de 1703 con su prima Jerónima María Spínola y de la Cerda (1687-1757), descendiente del VIII duque de Medinaceli, hija de Carlos Felipe Spínola, IV duque de Sesto, IV marqués de los Balbases, IV duque de Santa Severina, duque de Venafro, y de Isabel María de la Cerda y Aragón (1667-1708). Le sucedió su hijo:
- Luis Fernández de Córdoba y Spínola (Madrid, 20 de septiembre de 1704-Madrid, 14 de enero de 1768), X duque de Feria,[13] XI duque de Medinaceli,[14] XII duque de Cardona, XI duque de Segorbe, X marqués de Priego, XII marqués de Denia, X marqués de Comares, IX duque de Alcalá de los Gazules, X conde de Santa Gadea, IX marqués de Cogolludo, XII marqués de Tarifa, VII marqués de Alcalá de la Alameda, XII marqués de Pallars, VIII marqués de Villafranca, VIII marqués de Montalbán, VIII marqués de Villalba, XII conde de los Molares, XV conde de Ampurias, XVIII conde de Prades, XVII conde de Buendía, etc.,[16] teniente General de los Reales Ejércitos, caballero del Toisón de Oro en 1748 y caballerizo mayor en 1749.

Casó en Madrid en primeras nupcias el 19 de noviembre de 1722 con María Teresa de Moncada Aragón y Benavides, VII marquesa de Aytona y VII duquesa de Camiña (título de Castilla, hija de Guillén Ramón de Moncada y Portocarrero, y de Ana de Benavides y Aragón, VI marqueses de Aytona. Contrajo un segundo matrimonio el 27 de noviembre de 1763, en Madrid, con María Francisca Pignatelli de Aragón y Gonzaga, hija de Joaquín Pignatelli de Aragón, XVI conde de Fuentes, y de María Luisa Gonzaga y Caracciolo, II duquesa de Solferino. Le sucedió su hijo del primer matrimonio:
- Pedro de Alcántara Fernández de Córdoba de la Cerda y Moncada (Madrid, 10 de noviembre de 1730-24 de noviembre de 1789), XI duque de Feria,[13] XII duque de Medinaceli,[14] XIII duque de Cardona, XII duque de Segorbe, XI marqués de Priego, XIII marqués de Denia, XI marqués de Comares, X duque de Alcalá de los Gazules, XI conde de Santa Gadea, XIII marqués de Tarifa, VIII marqués de Alcalá de la Alamena, XIII marqués de Pallars, IX marqués de Villafranca, XIII conde de los Molares, XVI conde de Ampurias, XIX conde de Prades, XVIII conde de Buendía, X marqués de Cogolludo, IX marqués de Montalbán, IX marqués de Villalba, duque de Camiña, VIII marqués de Aytona, XIII marqués de Villarreal, etc.,[16] adelantado mayor y notario mayor de Andalucía, caballero del Toisón de Oro y mayordomo mayor.

Casó en primeras nupcias el 3 de abril de 1747, en Madrid, con María Francisca Gonzaga y Caracciolo (1731-1757), hija de Francisco Gonzaga Pico de la Mirandola, I duque de Solferino y de su segunda esposa Giulia Quitteria Carraciolo di San Buono. Casó en segundas nupcias el 12 de octubre de 1761 con María Petronila de Alcántara Pimentel y Cernesio, VIII marquesa de Malpica, VII marquesa de Mancera, IX marquesa de Povar, hija de Joaquín María Enríquez Pimentel Álvarez de Toledo, y de María Bernarda Cernesio y Guzmán, XII duques de Medina de Ríoseco. Le sucedió su hijo del primer matrimonio:
- Luis María Fernández de Córdoba y Gonzaga (Madrid, 17 de abril de 1749-Madrid, 12 de noviembre de 1806) XII duque de Feria,[13] XIII duque de Medinaceli,[14] XIV duque de Cardona, XIII duque de Segorbe, XII marqués de Priego, XIV marqués de Denia, XII marqués de Comares, XI duque de Alcalá de los Gazules, IX duque de Camiña, IX marqués de Aytona, XII conde de Santa Gadea, XI marqués de Cogolludo, IV marqués de Tarifa, IX marqués de Alcalá de la Alamena, XIV marqués de Pallars, X marqués de Villafranca, X marqués de Montalbán, X marqués de Villalba, XIV marqués de Villarreal, XIV conde de los Molares, XVII conde de Ampurias, XX conde de Prades, XIX conde de Buendía, XIV conde de Valenza (título de Castilla) y Valadares, XIII conde de Alcoutim (título de Castilla), XVII conde de Ossona, etc.[19] teniente general, caballero del Toisón de Oro, caballerizo mayor del rey y mayordomo mayor de la reina.[14]

Casó el 6 de febrero de 1764, en Madrid, con  su prima Joaquina María de Benavides y Pacheco, III duquesa de Santisteban del Puerto, hija de Antonio de Benavides y de la Cueva, y de María de la Portería Pacheco Téllez-Girón, II duques de Santisteban del Puerto. Le sucedió su hijo:
- Luis Joaquín Fernández de Córdoba y Benavides (Real Sitio de San Ildefonso, 12 de agosto de 1780-7 de julio de 1840), XIII duque de Feria,[13] XIV duque de Medinaceli,[14] XV duque de Cardona, XIV duque de Segorbe, XIII marqués de Priego, XV marqués de Denia, XIII marqués de Comares, XII duque de Alcalá de los Gazules, X duque de Camiña, X marqués de Aytona, XIII conde de Santa Gadea, XII marqués de Cogolludo, XV marqués de Tarifa, X marqués de Alcalá de la Alamena, XV marqués de Pallars, XI marqués de Villafranca, XI marqués de Montalbán, XI marqués de Villalba, XV conde de los Molares, XV marqués de Villarreal, XVIII conde de Ampurias, XIV conde de Alcoutim, XVIII conde de Ossona, IV duque de Santisteban del Puerto, IX marqués de Solera, IX marqués de Malagón, IX conde de Villalonso, XII conde de Castellar (título que perdió por sentencia en 1800 a favor del II marqués de Moscoso), XIII marqués de las Navas, XVI conde de Cocentaina, XV conde de Medellín, etc.[20] gobernador de la Monarquía y prócer del reino.[14]

Casó en el 25 de mayo de 1802, en Madrid, con María de la Concepción Ponce de León y Carvajal (m. 1856), hija de Antonio María Ponce de León y Dávila Carrillo de Albornoz, III duque de Montemar y de María Luisa de Carvajal y Gonzaga. Le sucedió su hijo:

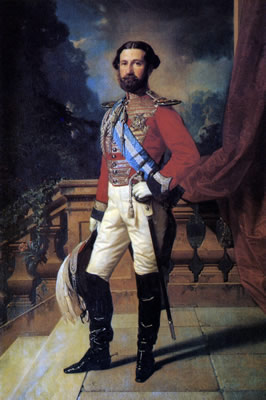
El XV duque de Medinaceli, por Madrazo

- Luis Tomás Fernández de Córdoba y Ponce de León (Gaucín, 18 de septiembre de 1813-París, 6 de enero de 1873), XIV duque de Feria,[13] XV duque de Medinaceli,[14] XVI duque de Cardona, XV duque de Segorbe, XIV marqués de Priego, XVI marqués de Denia, XIV marqués de Comares, XIII duque de Alcalá de los Gazules, XI duque de Camiña, V duque de Santisteban del Puerto, XI marqués de Aytona, XIV conde de Santa Gadea, XIII marqués de Cogolludo, XVI marqués de Tarifa, XI marqués de Alcalá de la Alamena, XVI marqués de Pallars, XII marqués de Montalbán, XII marqués de Villafranca, XII marqués de Villalba, XVI marqués de Villarreal, X marqués de Solera, X marqués de Malagón, XIV marqués de las Navas, XVI conde de los Molares, XIX conde de Ampurias, XXII conde de Prades, XXI conde de Buendia, XVI conde de Valenza y Valadares, XV conde de Alcoutim, XIX conde de Ossona, XVI conde de Medellín, X conde de Villalonso, XVI conde de Castellar (recuperó el título en 1852), XVI conde del Risco, XVII conde de Cocentaina, XX vizconde de Villamur, vizconde de Cabrera, vizconde de Bas, adelantado mayor y notario de mayor de Andalucía, etc.[22] senador y caballero del Toisón de Oro.[14]

Casó el 2 de agosto de 1848 con Ángela Apolonia Pérez de Barradas y Bernuy (m. 1903), hija de Fernando Pérez de Barradas Arias de Saavedra y de María del Rosario Bernuy y Aguayo, IX marqueses de Peñaflor. El 6 de agosto de 1847, por cesión, le sucedió su hermano. A la muerte de este en 1853, recuperó el título que ostentó hasta su muerte en 1873:
- Antonio María Fernández de Córdoba y Ponce de León (m. 1 de octubre de 1853), XV duque de Feria.[13]

Casó el 2 de agosto de 1848 con María Rosario Pérez Barradas y Bernuy (m. 1854).  Fueron padres de un hijo, Antonio María del Rosario Fernández de Córdoba-Figueroa y Pérez de Barradas (24 de mayo de 1849-26 de junio de 1852), que fue XIII marqués de Villalba y XIII marqués de Villafranca por cesión de su tío.  Murió a los tres años de edad. En 1854, su hermano, el XIV duque de Feria, recuperó el título y lo ostentó hasta su muerte en 1873 como el XIV duque de Feria. En 12 de enero de 1881 le sucedió su sobrino, hijo del XIV duque de Feria:
- Luis María Fernández de Córdoba y Pérez de Barradas (Madrid, 20 de marzo de 1851-Navas del Marqués, 14 de mayo de 1879), XVI duque de Feria,[13]  XVI duque de Medinaceli,[23] XVII duque de Cardona, XVI duque de Segorbe, XV marqués de Priego, XVII marqués de Denia, XV marqués de Comares, XIV duque de Alcalá de los Gazules, XII duque de Camiña, VI duque de Santisteban el Puerto, XII marqués de Aytona, XV conde de Santa Gadea, XIV marqués de Cogolludo, XVII marqués de Tarifa, XII marqués de Alcalá de la Alameda, XVII marqués de Pallars, XIII marqués de Montalbán, XVII marqués de Villarreal, XI marqués de Solera, XI marqués de Malagón, XV marqués de las Navas, XVII conde de los Molares, XX conde de Ampurias, XXIII conde de Prades, XXII conde de Buendia, conde de Valenza y Valadares, XXIII conde de Alcoutim, XX conde de Ossona, XVII conde de Medellín, XI conde de Villalonso, XVII conde de Castellar, XVII conde del Risco, XVIII conde de Cocentaina, vizconde de Villamur, de Cabrera, de Bas, etc.[22]

Casó en primeras nupcias el 2 de octubre de 1875 con María Luisa Fitz James Stuart y Portocarrero (m. 1876), IX duquesa de Montoro, hija de los XV duques de Alba, sin sucesión. Contrajo un segundo matrimonio el 23 de noviembre de 1878 con Casilda Remigia de Salabert y Arteaga (m. 1936), condesa de Ofalia XI duquesa de Ciudad Real, IX marquesa de Torrecilla, hija de Narciso de Salabert y Pinedo, y de María Josefa de Arteaga y Silva, VII marqueses de Torrecilla. En 1884, Casilda de Salabert y Arteaga se casó en segundas nupcias con Mariano Fernández de Henestrosa y Ortiz de Mioño, I duque de Santo Mauro. Le sucedió su hijo póstumo del segundo matrimonio:

XVII duquesa de Medinaceli

- Luis Jesús Fernández de Córdoba y Salabert (Madrid, 16 de enero de 1880–13 de julio de 1956), XVII duque de Feria,[24] XVII duque de Medinaceli,[23] XVIII duque de Cardona, XVII duque de Segorbe, XVI marqués de Priego, XVIII marqués de Denia, XVI marqués de Comares, XV duque de Alcalá de los Gazules, duque de Camiña, VII duque de Santisteban del Puerto, XIII marqués de Aytona, XVI conde de Santa Gadea, XVIII marqués de Tarifa, XIII marqués de Alcalá de la Alameda, XIV marqués de Montalbán, XVIII marqués de Pallars, XII marqués de Solera, II marqués de Malagón, XVI marqués de las Navas, XXI conde de Ampurias, conde de Valenza y Valadares, XXIII conde de Buendía, XVIII conde de los Molares, XXIV conde de Prades, XXI conde de Ossona, XII conde de Villalonso, XVIII conde de Castellar, XVIII conde del Risco, XI conde de Cocentaina, XV marqués de Cogolludo, XIV marqués de Villafranca, XIV marqués de Villalba, X marqués de Torrecilla, XI marqués de Navahermosa, XIII conde de Aramayona, VII conde de Ofalia, IIII duque de Denia, III duque de Tarifa, gentilhombre de cámara con ejercicio y servidumbre,[25] caballero del Toisón de Oro y senador.[23]

Casó el 5 de junio de 1911 con Ana María Fernández de Henestrosa y Gayoso de los Cobos (m. 1938), hija de Ignacio Fernández de Henestrosa y Ortiz de Mioño, VIII conde de Moriana del Río, y de Francisca de Borja Gayoso de los Cobos. Contrajo un segundo matrimonio el 22 de diciembre de 1939 con Concepción Rey de Pablo Blanco (m. 1971). Le sucedió su hija del primer matrimonio:
- Victoria Eugenia Fernández de Córdoba y Fernández de Henestrosa (Madrid, 1917-2013), XVIII duquesa de Feria,[13] XVIII duquesa de Medinaceli,[23] XVI marquesa de Cogolludo, XVI duquesa de Alcalá de los Gazules, XVIII duquesa de Segorbe, XVII marquesa de Priego, XIV duquesa de Camiña, VIII duquesa de Santiesteban del Puerto, IV duquesa de Denia, IV duquesa de Tarifa, XXIII duquesa de Ciudad Real, XIV marquesa de Aytona, XI marquesa de Torrecilla, XVII condesa de Santa Gadea, XIX marquesa de Denia, XVII marquesa de Comares, XIX marquesa de Tarifa, XIV marquesa de Alcalá de la Alameda, etc.[26]

Casó en Sevilla el 12 de octubre de 1938 con Rafael de Medina y Vilallonga, hijo de Luis de Medina Garvey y de Amelia Vilallonga Ybarra, nieto de los III marqueses de Esquivel.
- Rafael de Medina y Fernández de Córdoba (Sevilla, 10 de agosto de 1942-4 de agosto de 2001), XIX duque de Feria[13] y XVI marqués de Villalba,[27]

Casó con Natividad Abascal y Romero-Toro. En 1993 ingresó en prisión por corrupción de menores y tráfico de drogas. Le sucedió su hijo:
- Rafael de Medina y Abascal (n. 23 de septiembre de 1978), XX duque de Feria.[13] y XVII marqués de Villalba.[27] Ha cedido el marquesado de Villalba a su hermano, Luis de Medina Fernández de Córdoba,[28] aunque aún no se ha expedido el real despacho.

Casó el 16 de octubre de 2010, en Toledo, con Laura Vecino y Acha (n. 1979). Padres de Rafael y Laura  de Medina y Vecino (mellizos, nacidos el 26 de noviembre de 2012).

### Árbol genealógico
| Titulares     |
| ------------- |
| Condes Duques |

|                                                                                        |                                                                                        |                                                                                        |                                                                                        |                                                                                        |                                                                                        |  |  | Lorenzo Suárez de Figueroa, i conde de Feria (1410-1461)                                               |                                                                                         |                                                                                         |                                                                                         |                                                                                         |                                                                                         |  |  |                                                                   |                                                                   |                                                                   |                                                                   |                                                                   |                                                                   |  |  |  |  |  |  |  |  |  |  |  |  |  |  |  |  |
|                                                                                        |                                                                                        |                                                                                        |                                                                                        |                                                                                        |                                                                                        |  |  | |                                                                                         |                                                                                         |                                                                                         |                                                                                         |                                                                                         |  |  |                                                                   |                                                                   |                                                                   |                                                                   |                                                                   |                                                                   |  |  |  |  |  |  |  |  |  |  |  |  |  |  |  |  |
|                                                                                        |                                                                                        |                                                                                        |                                                                                        |                                                                                        |                                                                                        |  |  | Gómez Suárez de Figueroa, ii conde de Feria († 1505)                                                   |                                                                                         |                                                                                         |                                                                                         |                                                                                         |                                                                                         |  |  |                                                                   |                                                                   |                                                                   |                                                                   |                                                                   |                                                                   |  |  |  |  |  |  |  |  |  |  |  |  |  |  |  |  |
|                                                                                        |                                                                                        |                                                                                        |                                                                                        |                                                                                        |                                                                                        |  |  | |                                                                                         |                                                                                         |                                                                                         |                                                                                         |                                                                                         |  |  |                                                                   |                                                                   |                                                                   |                                                                   |                                                                   |                                                                   |  |  |  |  |  |  |  |  |  |  |  |  |  |  |  |  |
|                                                                                        |                                                                                        |                                                                                        |                                                                                        |                                                                                        |                                                                                        |  |  | Lorenzo Suárez de Figueroa, marqués de Priego, iii conde de Feria († 1528)                             |                                                                                         |                                                                                         |                                                                                         |                                                                                         |                                                                                         |  |  |                                                                   |                                                                   |                                                                   |                                                                   |                                                                   |                                                                   |  |  |  |  |  |  |  |  |  |  |  |  |  |  |  |  |
|                                                                                        |                                                                                        |                                                                                        |                                                                                        |                                                                                        |                                                                                        |  |  | |                                                                                         |                                                                                         |                                                                                         |                                                                                         |                                                                                         |  |  |                                                                   |                                                                   |                                                                   |                                                                   |                                                                   |                                                                   |  |  |  |  |  |  |  |  |  |  |  |  |  |  |  |  |
|                                                                                        |                                                                                        |                                                                                        |                                                                                        |                                                                                        |                                                                                        |  |  | |                                                                                         |                                                                                         |                                                                                         |                                                                                         |                                                                                         |  |  |                                                                   |                                                                   |                                                                   |                                                                   |                                                                   |                                                                   |  |  |  |  |  |  |  |  |  |  |  |  |  |  |  |  |
|                                                                                        |                                                                                        |                                                                                        |                                                                                        |                                                                                        |                                                                                        |  |  | Pedro Fernández de Córdoba, iv conde de Feria (1519-1552)                                              | Pedro Fernández de Córdoba, iv conde de Feria (1519-1552)                               | Pedro Fernández de Córdoba, iv conde de Feria (1519-1552)                               | Pedro Fernández de Córdoba, iv conde de Feria (1519-1552)                               | Pedro Fernández de Córdoba, iv conde de Feria (1519-1552)                               | Pedro Fernández de Córdoba, iv conde de Feria (1519-1552)                               |  |  | Gómez Suárez de Figueroa, i duque de Feria (1523-1571)            | Gómez Suárez de Figueroa, i duque de Feria (1523-1571)            | Gómez Suárez de Figueroa, i duque de Feria (1523-1571)            | Gómez Suárez de Figueroa, i duque de Feria (1523-1571)            | Gómez Suárez de Figueroa, i duque de Feria (1523-1571)            | Gómez Suárez de Figueroa, i duque de Feria (1523-1571)            |  |  |  |  |  |  |  |  |  |  |  |  |  |  |  |  |
|                                                                                        |                                                                                        |                                                                                        |                                                                                        |                                                                                        |                                                                                        |  |  | Pedro Fernández de Córdoba, iv conde de Feria (1519-1552)                                              | Pedro Fernández de Córdoba, iv conde de Feria (1519-1552)                               | Pedro Fernández de Córdoba, iv conde de Feria (1519-1552)                               | Pedro Fernández de Córdoba, iv conde de Feria (1519-1552)                               | Pedro Fernández de Córdoba, iv conde de Feria (1519-1552)                               | Pedro Fernández de Córdoba, iv conde de Feria (1519-1552)                               |  |  | Gómez Suárez de Figueroa, i duque de Feria (1523-1571)            | Gómez Suárez de Figueroa, i duque de Feria (1523-1571)            | Gómez Suárez de Figueroa, i duque de Feria (1523-1571)            | Gómez Suárez de Figueroa, i duque de Feria (1523-1571)            | Gómez Suárez de Figueroa, i duque de Feria (1523-1571)            | Gómez Suárez de Figueroa, i duque de Feria (1523-1571)            |  |  |  |  |  |  |  |  |  |  |  |  |  |  |  |  |
|                                                                                        |                                                                                        |                                                                                        |                                                                                        |                                                                                        |                                                                                        |  |  | |                                                                                         |                                                                                         |                                                                                         |                                                                                         |                                                                                         |  |  |                                                                   |                                                                   |                                                                   |                                                                   |                                                                   |                                                                   |  |  |  |  |  |  |  |  |  |  |  |  |  |  |  |  |
| Lorenzo Fernández de Córdoba y Figueroa (1548-1551)                                    | Lorenzo Fernández de Córdoba y Figueroa (1548-1551)                                    | Lorenzo Fernández de Córdoba y Figueroa (1548-1551)                                    | Lorenzo Fernández de Córdoba y Figueroa (1548-1551)                                    | Lorenzo Fernández de Córdoba y Figueroa (1548-1551)                                    | Lorenzo Fernández de Córdoba y Figueroa (1548-1551)                                    |  |  | Catalina Fernández de Córdoba, iii marquesa de Priego (1547-1574)                                      | Catalina Fernández de Córdoba, iii marquesa de Priego (1547-1574)                       | Catalina Fernández de Córdoba, iii marquesa de Priego (1547-1574)                       | Catalina Fernández de Córdoba, iii marquesa de Priego (1547-1574)                       | Catalina Fernández de Córdoba, iii marquesa de Priego (1547-1574)                       | Catalina Fernández de Córdoba, iii marquesa de Priego (1547-1574)                       |  |  | Lorenzo Suárez de Figueroa, ii duque de Feria (1559-1607)         | Lorenzo Suárez de Figueroa, ii duque de Feria (1559-1607)         | Lorenzo Suárez de Figueroa, ii duque de Feria (1559-1607)         | Lorenzo Suárez de Figueroa, ii duque de Feria (1559-1607)         | Lorenzo Suárez de Figueroa, ii duque de Feria (1559-1607)         | Lorenzo Suárez de Figueroa, ii duque de Feria (1559-1607)         |  |  |  |  |  |  |  |  |  |  |  |  |  |  |  |  |
| Lorenzo Fernández de Córdoba y Figueroa (1548-1551)                                    | Lorenzo Fernández de Córdoba y Figueroa (1548-1551)                                    | Lorenzo Fernández de Córdoba y Figueroa (1548-1551)                                    | Lorenzo Fernández de Córdoba y Figueroa (1548-1551)                                    | Lorenzo Fernández de Córdoba y Figueroa (1548-1551)                                    | Lorenzo Fernández de Córdoba y Figueroa (1548-1551)                                    |  |  | Catalina Fernández de Córdoba, iii marquesa de Priego (1547-1574)                                      | Catalina Fernández de Córdoba, iii marquesa de Priego (1547-1574)                       | Catalina Fernández de Córdoba, iii marquesa de Priego (1547-1574)                       | Catalina Fernández de Córdoba, iii marquesa de Priego (1547-1574)                       | Catalina Fernández de Córdoba, iii marquesa de Priego (1547-1574)                       | Catalina Fernández de Córdoba, iii marquesa de Priego (1547-1574)                       |  |  | Lorenzo Suárez de Figueroa, ii duque de Feria (1559-1607)         | Lorenzo Suárez de Figueroa, ii duque de Feria (1559-1607)         | Lorenzo Suárez de Figueroa, ii duque de Feria (1559-1607)         | Lorenzo Suárez de Figueroa, ii duque de Feria (1559-1607)         | Lorenzo Suárez de Figueroa, ii duque de Feria (1559-1607)         | Lorenzo Suárez de Figueroa, ii duque de Feria (1559-1607)         |  |  |  |  |  |  |  |  |  |  |  |  |  |  |  |  |
|                                                                                        |                                                                                        |                                                                                        |                                                                                        |                                                                                        |                                                                                        |  |  | Pedro Fernández de Córdoba, iv marqués de Priego (1563-1603)                                           | Pedro Fernández de Córdoba, iv marqués de Priego (1563-1603)                            | Pedro Fernández de Córdoba, iv marqués de Priego (1563-1603)                            | Pedro Fernández de Córdoba, iv marqués de Priego (1563-1603)                            | Pedro Fernández de Córdoba, iv marqués de Priego (1563-1603)                            | Pedro Fernández de Córdoba, iv marqués de Priego (1563-1603)                            |  |  | Gómez Suárez de Figueroa, iii duque de Feria (1587-1634)          | Gómez Suárez de Figueroa, iii duque de Feria (1587-1634)          | Gómez Suárez de Figueroa, iii duque de Feria (1587-1634)          | Gómez Suárez de Figueroa, iii duque de Feria (1587-1634)          | Gómez Suárez de Figueroa, iii duque de Feria (1587-1634)          | Gómez Suárez de Figueroa, iii duque de Feria (1587-1634)          |  |  |  |  |  |  |  |  |  |  |  |  |  |  |  |  |
|                                                                                        |                                                                                        |                                                                                        |                                                                                        |                                                                                        |                                                                                        |  |  | Pedro Fernández de Córdoba, iv marqués de Priego (1563-1603)                                           | Pedro Fernández de Córdoba, iv marqués de Priego (1563-1603)                            | Pedro Fernández de Córdoba, iv marqués de Priego (1563-1603)                            | Pedro Fernández de Córdoba, iv marqués de Priego (1563-1603)                            | Pedro Fernández de Córdoba, iv marqués de Priego (1563-1603)                            | Pedro Fernández de Córdoba, iv marqués de Priego (1563-1603)                            |  |  | Gómez Suárez de Figueroa, iii duque de Feria (1587-1634)          | Gómez Suárez de Figueroa, iii duque de Feria (1587-1634)          | Gómez Suárez de Figueroa, iii duque de Feria (1587-1634)          | Gómez Suárez de Figueroa, iii duque de Feria (1587-1634)          | Gómez Suárez de Figueroa, iii duque de Feria (1587-1634)          | Gómez Suárez de Figueroa, iii duque de Feria (1587-1634)          |  |  |  |  |  |  |  |  |  |  |  |  |  |  |  |  |
|                                                                                        |                                                                                        |                                                                                        |                                                                                        |                                                                                        |                                                                                        |  |  | Alonso Fernández de Córdoba, v marqués de Priego, v duque de Feria (1588-1645)                         | Alonso Fernández de Córdoba, v marqués de Priego, v duque de Feria (1588-1645)          | Alonso Fernández de Córdoba, v marqués de Priego, v duque de Feria (1588-1645)          | Alonso Fernández de Córdoba, v marqués de Priego, v duque de Feria (1588-1645)          | Alonso Fernández de Córdoba, v marqués de Priego, v duque de Feria (1588-1645)          | Alonso Fernández de Córdoba, v marqués de Priego, v duque de Feria (1588-1645)          |  |  | Lorenzo Suárez de Figueroa, iv duque de Feria (1629-1634)         | Lorenzo Suárez de Figueroa, iv duque de Feria (1629-1634)         | Lorenzo Suárez de Figueroa, iv duque de Feria (1629-1634)         | Lorenzo Suárez de Figueroa, iv duque de Feria (1629-1634)         | Lorenzo Suárez de Figueroa, iv duque de Feria (1629-1634)         | Lorenzo Suárez de Figueroa, iv duque de Feria (1629-1634)         |  |  |  |  |  |  |  |  |  |  |  |  |  |  |  |  |
|                                                                                        |                                                                                        |                                                                                        |                                                                                        |                                                                                        |                                                                                        |  |  | Alonso Fernández de Córdoba, v marqués de Priego, v duque de Feria (1588-1645)                         | Alonso Fernández de Córdoba, v marqués de Priego, v duque de Feria (1588-1645)          | Alonso Fernández de Córdoba, v marqués de Priego, v duque de Feria (1588-1645)          | Alonso Fernández de Córdoba, v marqués de Priego, v duque de Feria (1588-1645)          | Alonso Fernández de Córdoba, v marqués de Priego, v duque de Feria (1588-1645)          | Alonso Fernández de Córdoba, v marqués de Priego, v duque de Feria (1588-1645)          |  |  | Lorenzo Suárez de Figueroa, iv duque de Feria (1629-1634)         | Lorenzo Suárez de Figueroa, iv duque de Feria (1629-1634)         | Lorenzo Suárez de Figueroa, iv duque de Feria (1629-1634)         | Lorenzo Suárez de Figueroa, iv duque de Feria (1629-1634)         | Lorenzo Suárez de Figueroa, iv duque de Feria (1629-1634)         | Lorenzo Suárez de Figueroa, iv duque de Feria (1629-1634)         |  |  |  |  |  |  |  |  |  |  |  |  |  |  |  |  |
|                                                                                        |                                                                                        |                                                                                        |                                                                                        |                                                                                        |                                                                                        |  |  | Luis Ignacio Fernández de Córdoba, vi marqués de Priego, vi duque de Feria (1623-1665)                 |                                                                                         |                                                                                         |                                                                                         |                                                                                         |                                                                                         |  |  |                                                                   |                                                                   |                                                                   |                                                                   |                                                                   |                                                                   |  |  |  |  |  |  |  |  |  |  |  |  |  |  |  |  |
|                                                                                        |                                                                                        |                                                                                        |                                                                                        |                                                                                        |                                                                                        |  |  | |                                                                                         |                                                                                         |                                                                                         |                                                                                         |                                                                                         |  |  |                                                                   |                                                                   |                                                                   |                                                                   |                                                                   |                                                                   |  |  |  |  |  |  |  |  |  |  |  |  |  |  |  |  |
|                                                                                        |                                                                                        |                                                                                        |                                                                                        |                                                                                        |                                                                                        |  |  | Luis Fernández de Córdoba, vii marqués de Priego, vii duque de Feria (1650-1690)                       |                                                                                         |                                                                                         |                                                                                         |                                                                                         |                                                                                         |  |  |                                                                   |                                                                   |                                                                   |                                                                   |                                                                   |                                                                   |  |  |  |  |  |  |  |  |  |  |  |  |  |  |  |  |
|                                                                                        |                                                                                        |                                                                                        |                                                                                        |                                                                                        |                                                                                        |  |  | |                                                                                         |                                                                                         |                                                                                         |                                                                                         |                                                                                         |  |  |                                                                   |                                                                   |                                                                   |                                                                   |                                                                   |                                                                   |  |  |  |  |  |  |  |  |  |  |  |  |  |  |  |  |
|                                                                                        |                                                                                        |                                                                                        |                                                                                        |                                                                                        |                                                                                        |  |  | |                                                                                         |                                                                                         |                                                                                         |                                                                                         |                                                                                         |  |  |                                                                   |                                                                   |                                                                   |                                                                   |                                                                   |                                                                   |  |  |  |  |  |  |  |  |  |  |  |  |  |  |  |  |
| Manuel Fernández de Córdoba, viii marqués de Priego, viii duque de Feria (1679-1700)   | Manuel Fernández de Córdoba, viii marqués de Priego, viii duque de Feria (1679-1700)   | Manuel Fernández de Córdoba, viii marqués de Priego, viii duque de Feria (1679-1700)   | Manuel Fernández de Córdoba, viii marqués de Priego, viii duque de Feria (1679-1700)   | Manuel Fernández de Córdoba, viii marqués de Priego, viii duque de Feria (1679-1700)   | Manuel Fernández de Córdoba, viii marqués de Priego, viii duque de Feria (1679-1700)   |  |  | Nicolás Fernández de Córdoba, x duque de Medinaceli, ix duque de Feria (1682-1739)                     | Nicolás Fernández de Córdoba, x duque de Medinaceli, ix duque de Feria (1682-1739)      | Nicolás Fernández de Córdoba, x duque de Medinaceli, ix duque de Feria (1682-1739)      | Nicolás Fernández de Córdoba, x duque de Medinaceli, ix duque de Feria (1682-1739)      | Nicolás Fernández de Córdoba, x duque de Medinaceli, ix duque de Feria (1682-1739)      | Nicolás Fernández de Córdoba, x duque de Medinaceli, ix duque de Feria (1682-1739)      |  |  |                                                                   |                                                                   |                                                                   |                                                                   |                                                                   |                                                                   |  |  |  |  |  |  |  |  |  |  |  |  |  |  |  |  |
| Manuel Fernández de Córdoba, viii marqués de Priego, viii duque de Feria (1679-1700)   | Manuel Fernández de Córdoba, viii marqués de Priego, viii duque de Feria (1679-1700)   | Manuel Fernández de Córdoba, viii marqués de Priego, viii duque de Feria (1679-1700)   | Manuel Fernández de Córdoba, viii marqués de Priego, viii duque de Feria (1679-1700)   | Manuel Fernández de Córdoba, viii marqués de Priego, viii duque de Feria (1679-1700)   | Manuel Fernández de Córdoba, viii marqués de Priego, viii duque de Feria (1679-1700)   |  |  | Nicolás Fernández de Córdoba, x duque de Medinaceli, ix duque de Feria (1682-1739)                     | Nicolás Fernández de Córdoba, x duque de Medinaceli, ix duque de Feria (1682-1739)      | Nicolás Fernández de Córdoba, x duque de Medinaceli, ix duque de Feria (1682-1739)      | Nicolás Fernández de Córdoba, x duque de Medinaceli, ix duque de Feria (1682-1739)      | Nicolás Fernández de Córdoba, x duque de Medinaceli, ix duque de Feria (1682-1739)      | Nicolás Fernández de Córdoba, x duque de Medinaceli, ix duque de Feria (1682-1739)      |  |  |                                                                   |                                                                   |                                                                   |                                                                   |                                                                   |                                                                   |  |  |  |  |  |  |  |  |  |  |  |  |  |  |  |  |
|                                                                                        |                                                                                        |                                                                                        |                                                                                        |                                                                                        |                                                                                        |  |  | Luis Antonio Fernández de Córdoba, xi duque de Medinaceli, x duque de Feria (1704-1768)                |                                                                                         |                                                                                         |                                                                                         |                                                                                         |                                                                                         |  |  |                                                                   |                                                                   |                                                                   |                                                                   |                                                                   |                                                                   |  |  |  |  |  |  |  |  |  |  |  |  |  |  |  |  |
|                                                                                        |                                                                                        |                                                                                        |                                                                                        |                                                                                        |                                                                                        |  |  | |                                                                                         |                                                                                         |                                                                                         |                                                                                         |                                                                                         |  |  |                                                                   |                                                                   |                                                                   |                                                                   |                                                                   |                                                                   |  |  |  |  |  |  |  |  |  |  |  |  |  |  |  |  |
|                                                                                        |                                                                                        |                                                                                        |                                                                                        |                                                                                        |                                                                                        |  |  | Pedro de Alcántara Fernández de Córdoba, xii duque de Medinaceli, xi duque de Feria (1730-1789)        |                                                                                         |                                                                                         |                                                                                         |                                                                                         |                                                                                         |  |  |                                                                   |                                                                   |                                                                   |                                                                   |                                                                   |                                                                   |  |  |  |  |  |  |  |  |  |  |  |  |  |  |  |  |
|                                                                                        |                                                                                        |                                                                                        |                                                                                        |                                                                                        |                                                                                        |  |  | |                                                                                         |                                                                                         |                                                                                         |                                                                                         |                                                                                         |  |  |                                                                   |                                                                   |                                                                   |                                                                   |                                                                   |                                                                   |  |  |  |  |  |  |  |  |  |  |  |  |  |  |  |  |
|                                                                                        |                                                                                        |                                                                                        |                                                                                        |                                                                                        |                                                                                        |  |  | Luis María Fernández de Córdoba, xiii duque de Medinaceli, xii duque de Feria (1749-1806)              |                                                                                         |                                                                                         |                                                                                         |                                                                                         |                                                                                         |  |  |                                                                   |                                                                   |                                                                   |                                                                   |                                                                   |                                                                   |  |  |  |  |  |  |  |  |  |  |  |  |  |  |  |  |
|                                                                                        |                                                                                        |                                                                                        |                                                                                        |                                                                                        |                                                                                        |  |  | |                                                                                         |                                                                                         |                                                                                         |                                                                                         |                                                                                         |  |  |                                                                   |                                                                   |                                                                   |                                                                   |                                                                   |                                                                   |  |  |  |  |  |  |  |  |  |  |  |  |  |  |  |  |
|                                                                                        |                                                                                        |                                                                                        |                                                                                        |                                                                                        |                                                                                        |  |  | Luis Joaquín Fernández de Córdoba, xiv duque de Medinaceli, xiii duque de Feria (1780-1840)            |                                                                                         |                                                                                         |                                                                                         |                                                                                         |                                                                                         |  |  |                                                                   |                                                                   |                                                                   |                                                                   |                                                                   |                                                                   |  |  |  |  |  |  |  |  |  |  |  |  |  |  |  |  |
|                                                                                        |                                                                                        |                                                                                        |                                                                                        |                                                                                        |                                                                                        |  |  | |                                                                                         |                                                                                         |                                                                                         |                                                                                         |                                                                                         |  |  |                                                                   |                                                                   |                                                                   |                                                                   |                                                                   |                                                                   |  |  |  |  |  |  |  |  |  |  |  |  |  |  |  |  |
|                                                                                        |                                                                                        |                                                                                        |                                                                                        |                                                                                        |                                                                                        |  |  | |                                                                                         |                                                                                         |                                                                                         |                                                                                         |                                                                                         |  |  |                                                                   |                                                                   |                                                                   |                                                                   |                                                                   |                                                                   |  |  |  |  |  |  |  |  |  |  |  |  |  |  |  |  |
|                                                                                        |                                                                                        |                                                                                        |                                                                                        |                                                                                        |                                                                                        |  |  | Luis Tomás Fernández de Córdoba, xv duque de Medinaceli, xiv duque de Feria (1813-1873)                | Luis Tomás Fernández de Córdoba, xv duque de Medinaceli, xiv duque de Feria (1813-1873) | Luis Tomás Fernández de Córdoba, xv duque de Medinaceli, xiv duque de Feria (1813-1873) | Luis Tomás Fernández de Córdoba, xv duque de Medinaceli, xiv duque de Feria (1813-1873) | Luis Tomás Fernández de Córdoba, xv duque de Medinaceli, xiv duque de Feria (1813-1873) | Luis Tomás Fernández de Córdoba, xv duque de Medinaceli, xiv duque de Feria (1813-1873) |  |  | Antonio María Fernández de Córdoba, xv duque de Feria (1820-1853) | Antonio María Fernández de Córdoba, xv duque de Feria (1820-1853) | Antonio María Fernández de Córdoba, xv duque de Feria (1820-1853) | Antonio María Fernández de Córdoba, xv duque de Feria (1820-1853) | Antonio María Fernández de Córdoba, xv duque de Feria (1820-1853) | Antonio María Fernández de Córdoba, xv duque de Feria (1820-1853) |  |  |  |  |  |  |  |  |  |  |  |  |  |  |  |  |
|                                                                                        |                                                                                        |                                                                                        |                                                                                        |                                                                                        |                                                                                        |  |  | Luis Tomás Fernández de Córdoba, xv duque de Medinaceli, xiv duque de Feria (1813-1873)                | Luis Tomás Fernández de Córdoba, xv duque de Medinaceli, xiv duque de Feria (1813-1873) | Luis Tomás Fernández de Córdoba, xv duque de Medinaceli, xiv duque de Feria (1813-1873) | Luis Tomás Fernández de Córdoba, xv duque de Medinaceli, xiv duque de Feria (1813-1873) | Luis Tomás Fernández de Córdoba, xv duque de Medinaceli, xiv duque de Feria (1813-1873) | Luis Tomás Fernández de Córdoba, xv duque de Medinaceli, xiv duque de Feria (1813-1873) |  |  | Antonio María Fernández de Córdoba, xv duque de Feria (1820-1853) | Antonio María Fernández de Córdoba, xv duque de Feria (1820-1853) | Antonio María Fernández de Córdoba, xv duque de Feria (1820-1853) | Antonio María Fernández de Córdoba, xv duque de Feria (1820-1853) | Antonio María Fernández de Córdoba, xv duque de Feria (1820-1853) | Antonio María Fernández de Córdoba, xv duque de Feria (1820-1853) |  |  |  |  |  |  |  |  |  |  |  |  |  |  |  |  |
|                                                                                        |                                                                                        |                                                                                        |                                                                                        |                                                                                        |                                                                                        |  |  | Luis María Fernández de Córdoba, xvi duque de Medinaceli, xvi duque de Feria (1851-1879)               |                                                                                         |                                                                                         |                                                                                         |                                                                                         |                                                                                         |  |  |                                                                   |                                                                   |                                                                   |                                                                   |                                                                   |                                                                   |  |  |  |  |  |  |  |  |  |  |  |  |  |  |  |  |
|                                                                                        |                                                                                        |                                                                                        |                                                                                        |                                                                                        |                                                                                        |  |  | |                                                                                         |                                                                                         |                                                                                         |                                                                                         |                                                                                         |  |  |                                                                   |                                                                   |                                                                   |                                                                   |                                                                   |                                                                   |  |  |  |  |  |  |  |  |  |  |  |  |  |  |  |  |
|                                                                                        |                                                                                        |                                                                                        |                                                                                        |                                                                                        |                                                                                        |  |  | Luis Jesús Fernández de Córdoba, xvii duque de Medinaceli, xvii duque de Feria (1880-1956)             |                                                                                         |                                                                                         |                                                                                         |                                                                                         |                                                                                         |  |  |                                                                   |                                                                   |                                                                   |                                                                   |                                                                   |                                                                   |  |  |  |  |  |  |  |  |  |  |  |  |  |  |  |  |
|                                                                                        |                                                                                        |                                                                                        |                                                                                        |                                                                                        |                                                                                        |  |  | |                                                                                         |                                                                                         |                                                                                         |                                                                                         |                                                                                         |  |  |                                                                   |                                                                   |                                                                   |                                                                   |                                                                   |                                                                   |  |  |  |  |  |  |  |  |  |  |  |  |  |  |  |  |
|                                                                                        |                                                                                        |                                                                                        |                                                                                        |                                                                                        |                                                                                        |  |  | Victoria Eugenia Fernández de Córdoba, xviii duquesa de Medinaceli, xviii duquesa de Feria (1917-2013) |                                                                                         |                                                                                         |                                                                                         |                                                                                         |                                                                                         |  |  |                                                                   |                                                                   |                                                                   |                                                                   |                                                                   |                                                                   |  |  |  |  |  |  |  |  |  |  |  |  |  |  |  |  |
|                                                                                        |                                                                                        |                                                                                        |                                                                                        |                                                                                        |                                                                                        |  |  | |                                                                                         |                                                                                         |                                                                                         |                                                                                         |                                                                                         |  |  |                                                                   |                                                                   |                                                                   |                                                                   |                                                                   |                                                                   |  |  |  |  |  |  |  |  |  |  |  |  |  |  |  |  |
|                                                                                        |                                                                                        |                                                                                        |                                                                                        |                                                                                        |                                                                                        |  |  | |                                                                                         |                                                                                         |                                                                                         |                                                                                         |                                                                                         |  |  |                                                                   |                                                                   |                                                                   |                                                                   |                                                                   |                                                                   |  |  |  |  |  |  |  |  |  |  |  |  |  |  |  |  |
| Ana de Medina, ix condesa de Ofalia (1940-2012) Con sucesión en la casa de Medinaceli. | Ana de Medina, ix condesa de Ofalia (1940-2012) Con sucesión en la casa de Medinaceli. | Ana de Medina, ix condesa de Ofalia (1940-2012) Con sucesión en la casa de Medinaceli. | Ana de Medina, ix condesa de Ofalia (1940-2012) Con sucesión en la casa de Medinaceli. | Ana de Medina, ix condesa de Ofalia (1940-2012) Con sucesión en la casa de Medinaceli. | Ana de Medina, ix condesa de Ofalia (1940-2012) Con sucesión en la casa de Medinaceli. |  |  | Rafael de Medina, xix duque de Feria (1942-2001)                                                       | Rafael de Medina, xix duque de Feria (1942-2001)                                        | Rafael de Medina, xix duque de Feria (1942-2001)                                        | Rafael de Medina, xix duque de Feria (1942-2001)                                        | Rafael de Medina, xix duque de Feria (1942-2001)                                        | Rafael de Medina, xix duque de Feria (1942-2001)                                        |  |  |                                                                   |                                                                   |                                                                   |                                                                   |                                                                   |                                                                   |  |  |  |  |  |  |  |  |  |  |  |  |  |  |  |  |
| Ana de Medina, ix condesa de Ofalia (1940-2012) Con sucesión en la casa de Medinaceli. | Ana de Medina, ix condesa de Ofalia (1940-2012) Con sucesión en la casa de Medinaceli. | Ana de Medina, ix condesa de Ofalia (1940-2012) Con sucesión en la casa de Medinaceli. | Ana de Medina, ix condesa de Ofalia (1940-2012) Con sucesión en la casa de Medinaceli. | Ana de Medina, ix condesa de Ofalia (1940-2012) Con sucesión en la casa de Medinaceli. | Ana de Medina, ix condesa de Ofalia (1940-2012) Con sucesión en la casa de Medinaceli. |  |  | Rafael de Medina, xix duque de Feria (1942-2001)                                                       | Rafael de Medina, xix duque de Feria (1942-2001)                                        | Rafael de Medina, xix duque de Feria (1942-2001)                                        | Rafael de Medina, xix duque de Feria (1942-2001)                                        | Rafael de Medina, xix duque de Feria (1942-2001)                                        | Rafael de Medina, xix duque de Feria (1942-2001)                                        |  |  |                                                                   |                                                                   |                                                                   |                                                                   |                                                                   |                                                                   |  |  |  |  |  |  |  |  |  |  |  |  |  |  |  |  |
|                                                                                        |                                                                                        |                                                                                        |                                                                                        |                                                                                        |                                                                                        |  |  | Rafael de Medina, xx duque de Feria (n. 1978)                                                          |                                                                                         |                                                                                         |                                                                                         |                                                                                         |                                                                                         |  |  |                                                                   |                                                                   |                                                                   |                                                                   |                                                                   |                                                                   |  |  |  |  |  |  |  |  |  |  |  |  |  |  |  |  |
|                                                                                        |                                                                                        |                                                                                        |                                                                                        |                                                                                        |                                                                                        |  |  | |                                                                                         |                                                                                         |                                                                                         |                                                                                         |                                                                                         |  |  |                                                                   |                                                                   |                                                                   |                                                                   |                                                                   |                                                                   |  |  |  |  |  |  |  |  |  |  |  |  |  |  |  |  |
|                                                                                        |                                                                                        |                                                                                        |                                                                                        |                                                                                        |                                                                                        |  |  | Rafael de Medina y Vecino (n. 2012)                                                                    |                                                                                         |                                                                                         |                                                                                         |                                                                                         |                                                                                         |  |  |                                                                   |                                                                   |                                                                   |                                                                   |                                                                   |                                                                   |  |  |  |  |  |  |  |  |  |  |  |  |  |  |  |  |